# Yamaha 650 Dragstar
 (juillet 2020).
Si vous disposez d'ouvrages ou d'articles de référence ou si vous connaissez des sites web de qualité traitant du thème abordé ici, merci de compléter l'article en donnant les références utiles à sa vérifiabilité et en les liant à la section « Notes et références ».
La 650 Dragstar est un modèle de moto, construite par la firme japonaise Yamaha.

## Conception et développement
Basée sur le moteur de la 535 Virago, les cylindres de la DragStar 650 ont été réalésés de 5 mm supplémentaires (à 81 mm) et la course augmentée de 4 mm (à 63 mm), pour une cylindrée de 649 cm3. Aux États-Unis, la DragStar 650 était disponible en deux modèles : la Custom avec une hauteur de selle de 695 mm et la version Classic avec une hauteur plus élevée de 708 mm. La version Custom pèse environ 232 kg et la Classic est environ 15 kg plus lourde à 247 kg.
La DragStar 650 était vendue aux États-Unis comme version d'entrée de gamme de la gamme V-Star. Cette ligne a été proposée de 1998 à 2008 en deux versions différentes : la Classic et la Silverado. Les deux versions étaient construites autour du même moteur bicylindre en V de 649 cm3. La gamme V-Star offrait l'effet visuel des motos bicylindres en V plus grosses, associée à l'efficacité énergétique, la fiabilité et la maniabilité d'une moto de taille moyenne.

## Autres caractéristiques
- Dimensions (HT) : longueur 2 296 mm, largeur 880 mm, hauteur 1 067 mm
- Taux de compression : 9 à 1
- Lubrification par carter humide
- Allumage électronique TCI
- Batterie : 12 V, 12 Ah